# Guetaria
Guetaria (oficialmente en euskera: Getaria) es un municipio y localidad de la provincia de Guipúzcoa, en la comunidad autónoma del País Vasco, España. En 2021, el 81 % de la población era vascohablante.
Se trata de un pueblo costero, conocido principalmente por ser la localidad natal de dos personalidades mundialmente célebres: el marino Juan Sebastián de Elcano (el primer hombre que dio la vuelta al mundo) y el modista Cristóbal Balenciaga. Es un destino turístico habitual dentro del País Vasco. Son famosos sus restaurantes que preparan pescado a la parrilla y el vino blanco con denominación de origen que se cultiva en sus cercanías que recibe el nombre de chacolí de Guetaria.

## Toponimia
Tradicionalmente el nombre de la localidad se ha escrito como Guetaria. Sin embargo, desde 1980 el topónimo oficial es Getaria, que es la adaptación del nombre a la ortografía moderna del euskera. 
Además de la Guetaria de Guipúzcoa, existe otra población de nombre casi idéntico a solo 61 km de distancia. Se trata de Guétary, localidad situada en la costa vasco-francesa. En euskera a ambas poblaciones se les llama Getaria. Ambas tienen en común una situación geográfica similar, son costeras y de tradición marinera, por lo que históricamente se ha tratado de buscar a sus nombres una etimología relacionada con la actividad marinera. Una de las explicaciones tradicionalmente más extendidas hacía derivar el nombre de ambas localidades de la palabra en gascón guaita que significa 'vigía'. Hay que tener en cuenta que durante la Edad Media varias poblaciones de la costa vasca fueron colonizadas por gascones y entre ellas pudieron encontrarse las dos Guetarias. Se pensaba que Getari pudiera ser una composición entre guaita y -ari un sufijo que se utiliza en vasco para los oficios y que tendría el significado de el vigilante. Para otros sería guaita -erri, es decir el pueblo de los vigías. Todo ello entroncaría con la tradición ballenera de ambas Guetarias y en la utilización de atalayas para el avistamiento de las ballenas. Otros lingüistas trataron de explicar el nombre como proveniente de ke -ari, algo así como los que hacen fuego; justificándolo por el uso de realizar hogueras de señalización. No faltaron explicaciones más o menos peregrinas de otro tipo.
Sin embargo frente a las hipótesis tradicionales, en los últimos años los hallazgos arqueológicos han permitido aportar luz al asunto. Recientemente se han encontrado en la localidad de Guetaria pruebas de la existencia de una instalación de conservas de pescado de la época romana, un tipo de establecimiento que recibía el nombre de Cetaria. Está constatado que en la Guétary vascofrancesa también se fundó un establecimiento de este tipo en el siglo I, por lo que actualmente parece bastante claro que el nombre de ambas poblaciones procede de esta palabra latina, ya que en el lugar donde siglos más tarde se fundaron estas poblaciones hubo con anterioridad una factoría romana.
El gentilicio de la localidad es guetariano/guetariana, aunque se utiliza más habitualmente, incluso cuando se habla en español, guetaiarra o getaiarra, que es el gentilicio en lengua vasca.

## Geografía

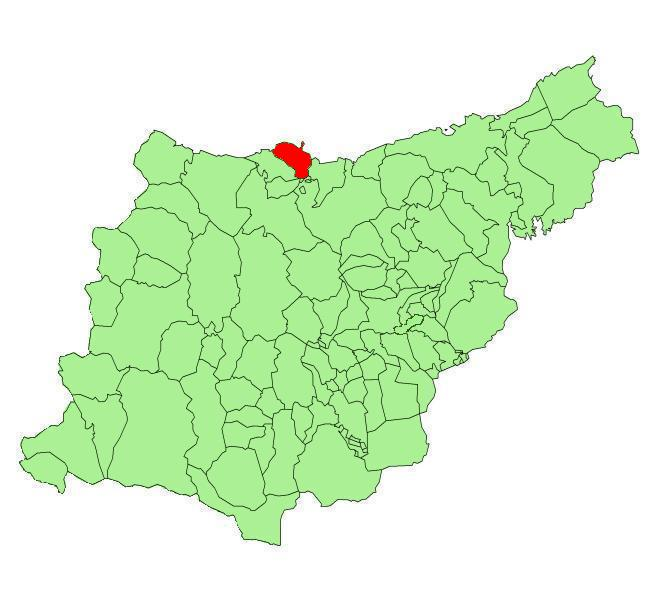
Extensión del municipio en la provincia de Guipúzcoa

El municipio de Guetaria ocupa un tramo de la costa central de Guipúzcoa, a orillas del mar Cantábrico. Este tramo está formado por una escarpada cornisa en la que sin embargo se han formado una serie de ensenadas y puntas a causa de la erosión.
Está integrado en la comarca de Urola Costa y se sitúa a 25 kilómetros de la capital provincial. El término municipal está atravesado por la Autopista del Cantábrico (AP-8) y por la carretera N-634 entre los pK 21 y 27, además de por la carretera provincial GI-2633, que une Zarauz con Aizarnazábal, y por una carretera local que se adentra en el municipio de Aia. 
El casco urbano de Guetaria está ubicado en el tómbolo que enlaza tierra firme con el Monte de San Antón, que hasta el siglo XVI fue una isla. La población cubre el desnivel existente entre la cornisa y el tómbolo situado a nivel del mar, donde se encuentra el puerto. La silueta del monte San Antón se asemeja a un ratón, formando el tómbolo y la localidad de Guetaria su cola. Es por ello que el monte San Antón es más conocido con el sobrenombre de El Ratón de Getaria, que forma una de las postales más comunes de toda Guipúzcoa.
Hacia el interior se ubica el monte Gárate (278 m), que corre paralelo a la costa y en cuyas suaves faldas se ubican los caseríos de Guetaria. Todo el terreno situado entre el Gárate y la costa está sembrado de viñedos debido al microclima que se genera en la zona. El monte Gárate ocupa el centro del municipio. La altitud oscila entre los 278 metros (Monte Gárate) y el nivel del mar. El casco urbano se alza a 18 metros sobre el nivel del mar.
| Noroeste: Mar Cantábrico | Norte: Mar Cantábrico      | Noreste: Mar Cantábrico          |
| Oeste: Zumaya            |                            | Este: Zarauz                     |
| Suroeste: Zumaya         | Sur: Zumaya y Aizarnazábal | Sureste: Aya y Zarauz (exclaves) |

### Barrios

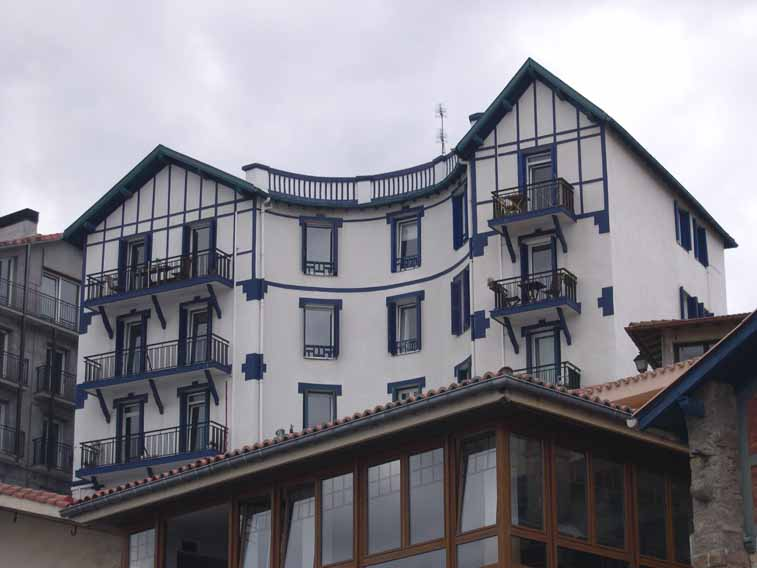
Vista desde el puerto

La población del municipio se divide entre un 85 % que vive en el casco urbano de Guetaria y un 15 % que vive disperso por el término municipal en alguno de sus cuatro barrios rurales:
- Asquizu (Askizu): Está en la parte occidental del término municipal, hacia Zumaya. Tiene un pequeño núcleo formado por la antigua parroquia y algo más de una docena de edificios; mientras que en los alrededores hay numerosos caseríos dispersos. Tiene unos 100 vecinos.
- Eizaga (Eitzaga): Está en la parte oriental del municipio entre el casco urbano de Guetaria y Zarauz. Es un barrio de caseríos dispersos. Tiene 52 habitantes.
- Meagas (Meaga o Mia): el barrio de Meagas se encuentra al sur del término municipal a 195 metros de altitud a los pies del monte Garate, que lo separa del resto de Guetaria. Meagas se encuentra en lo alto del pequeño puerto de montaña que une Zarauz con Zumaya por el interior. Antes de la construcción de la carretera de la costa que une esas dos localidades a través del casco urbano de Guetaria Meagas era el nudo de comunicaciones primordial entre Guetaria y el exterior. Tiene unos 125 habitantes.
- San Prudencio (San Prudentzio): el barrio recibe el nombre de la ermita de San Prudencio. Dependiente históricamente de la parroquia de Askizu, se encuentra en la carretera que va desde Guetaria hacia Askizu. Es un barrio de caseríos dispersos. Tiene 84 habitantes.

## Historia
Los inicios de una población habitada en lo que es la actual Guetaria podrían haberse dado en época romana, como lo refleja el hallazgo de un "as" de la época preimperial anterior al 2 a. C.

### Edad Media
La villa de Guetaria fue fundada entre 1180 y 1194 por el rey Sancho VI de Navarra, por lo que es junto con San Sebastián una de las villas más antiguas de la Provincia. Durante la segunda mitad del siglo XII, el interés por dominar los puertos cantábricos de la actual costa vasca era para los reyes navarros cuestión prioritaria.
Después de que Guipúzcoa fuera conquistada hacia el año 1200, el 1 de septiembre de 1209, estando en San Sebastián, el rey Alfonso VIII confirmó su fuero «eo modo quo rex Navarre illud dedit vobis habendum».
Más tarde, en el año 1571, el historiador Esteban de Garibay en su Compendio Historial escribe que el año 1209 Alfonso VIII dio a Guetaria el fuero de San Sebastián «para que ellos y sus sucesores gozasen perpetuamente del fuero de San Sebastián en los montes, pastos, y aguas, y en todas las causas, de la manera que gozar solían en tiempo de los Reyes de Navarra». Y un poco más adelante: «Esta villa, cuya iglesia mayor es de la advocación de San Salvador, estaba de antes fundada como de las razones del mismo privilegio consta». Para acabar, cita también a Motrico, añadía que las dos villas fueron reconstruidas por dicho rey castellano y que tuvo el manuscrito medieval del Fuero de Guetaria concedido por el reino de Navarra en sus manos. En definitiva, Garibay reconoce que la villa fue fundación navarra y que Alfonso VIII se limitó a confirmar su fuero.

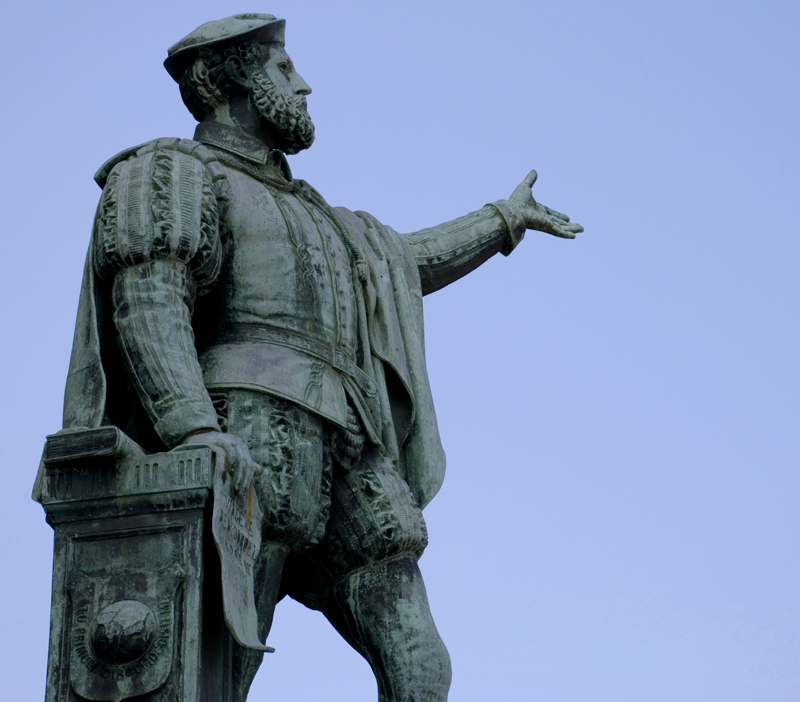
Juan Sebastián de Elcano, natural de Guetaria

Por último, el Diccionario geográfico-histórico de España (1845-1850) afirmaba que en el archivo municipal de la villa se guardaba una carta fechada el 20 de enero de 1201 enviada por el rey Alfonso VIII desde Burgos en la que se reconocía a los pobladores de Guetaria el derecho a pastos, aguas, dehesas y montes «según lo poseyó antiguamente».
Queda pues claro que Guetaria fue fundada por los reyes de Navarra. Al parecer, la creencia errónea de que su creador fue Alfonso VIII empezó a gestarse poco a poco con Lope Martínez de Isasti, quien en una obra publicada en 1625 omitió toda referencia a los reyes navarros y se limitó a decir simplemente que Guetaria fue reconstruida por Alfonso VIII. Para hacer tal afirmación, aseguró haberse basado precisamente en la citada obra de Garibay. Esta aserción iría cuajando y tomando cuerpo, confundiendo el hecho de reconstruir la villa y confirmar sus fueros con fundarla, de tal manera que ya hacia 1868, el historiador Pablo Gorosábel admitía tener dudas sobre quien fue el fundador de Guetaria. Finalmente, en 1971 Julio Caro Baroja cometió el error de declarar en su libro Los vascos y la historia a través de Garibay que la villa fue fundada por Alfonso VIII en 1209. Debido al prestigio de dicho erudito, prácticamente todos los investigadores posteriores a él repitieron tal afirmación sin comprobar los datos y leer al historiador mondragonés.
Por otro lado, el hecho de que Alfonso VIII reconstruyera la villa y sus murallas indica que ésta se encontraba en mayor o menor grado destruida. En opinión de algunos historiadores, dicha destrucción sería consecuencia de la conquista castellana de 1200.
A lo largo de su historia es merecedora de diversos privilegios, algunos de los cuales se detallan a continuación:
- 1270. Facultad para cortar en Guipúzcoa toda la madera y leña que necesitasen para hacer casas y aderezar sus naves.
- 1290. Exención del pago de portazgos, peaje, y otros impuestos, en los reinos de Castilla y León.
- 1407. Los navíos que aportasen trigo y otros cereales a la concha y muelle de la villa debían descargar la mitad de la carga.

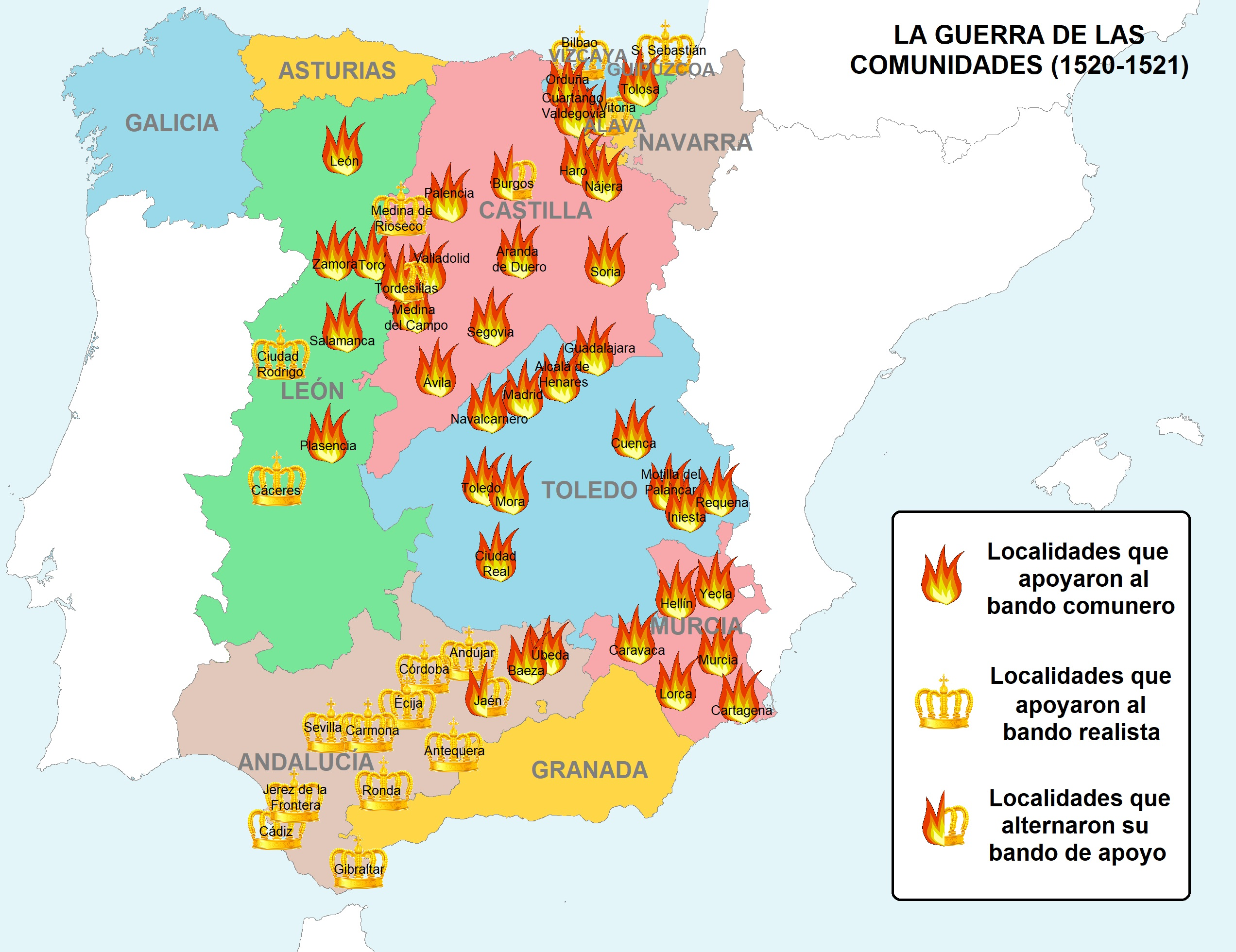
Guetaria se situó en el bando comunero en la Guerra de las Comunidades del

Tras el levantamiento del conde de Salvatierra en 1520, durante la Guerra de las Comunidades, Guetaria se situó en el bando comunero, venciendo el ejército realista la resistencia de Guetaria y de otras localidades comuneras vascas tras la derrota del ejército del conde de Salvatierra, Pedro López de Ayala, en la batalla de Miñano Mayor el 19 de abril de 1521.
Es conocida desde la Edad Media la afición de Guetaria por las actividades marítimas, convirtiéndose ésta en la principal fuente de ingresos de la localidad. Es de destacar que en el siglo XV se cierra el hueco que existía entre la isla de Antán y el casco urbano. El puerto se halla ubicado al sur de dicho islote. Considerado puerto ballenero desde antiguo, en 1878 tuvo lugar en aguas cercanas la última captura de una ballena entre pescadores de Zarauz y de Guetaria, siendo estos últimos quienes consiguieron llevarla a puerto.[cita requerida] Actualmente es un importante puerto de bajura del litoral vasco.
En Guetaria se instituyó la Hermandad de Guipúzcoa, germen del actual Territorio Histórico. La reunión tuvo lugar en la iglesia de San Salvador, donde se concentraron los representantes de los pueblos de Guipúzcoa, el 6 de julio de 1397, bajo la presidencia del corregidor González Moro. Fue en este acto donde se constituyó la Hermandad de Guipúzcoa y se redactaron las primeras ordenanzas del territorio que luego fueron paulatinamente ampliándose. Los fueros, en vigor hasta el siglo XIX, fueron durante siglos el corpus legal de referencia para la organización del territorio.
El 5 de enero de 1597, un incendio reduce a cenizas las dos terceras partes de los edificios, unas 150 casas.

### Guerra de los Treinta Años[15]
Durante el verano de 1638 el cardenal Richelieu había planeado una campaña que le permetiría anexionarse el estratégico territorio guipuzcoano. Para ello puso sitio a Fuenterrabía con 20 000 soldados. Además, necesitaba un puerto para albergar una flota de 50 buques que desbaratasen cualquier plan de socorro a Fuenterrabía. El puerto elegido fue el de Guetaria. El 24 de julio de 1638 se lanzó un ataque sobre la flota española comandada por el almirante Lope de Hoces, que se encontraba precisamente en Guetaria. Solo sobrevivió un galeón español, pero cuando las tropas del arzobispo de Burdeos intentaron desembarcar para tomar la villa, fueron aniquilados por los defensores de Guetaria y los refuerzos llegados de Zarauz y otros pueblos vecinos. La villa quedó destrozada por la artillería de los galeones franceses, pero ni un solo soldado francés llegó a acercarse a sus murallas. Poco después, el 7 de septiembre, el asedio a Fuenterrabía fracasaría.

### Guerra de Independencia
Durante la Guerra de la Independencia, en 1811 es tomada por las tropas francesas, que la abandonan en 1813, tras causar grandes desperfectos.

### Guerras Carlistas

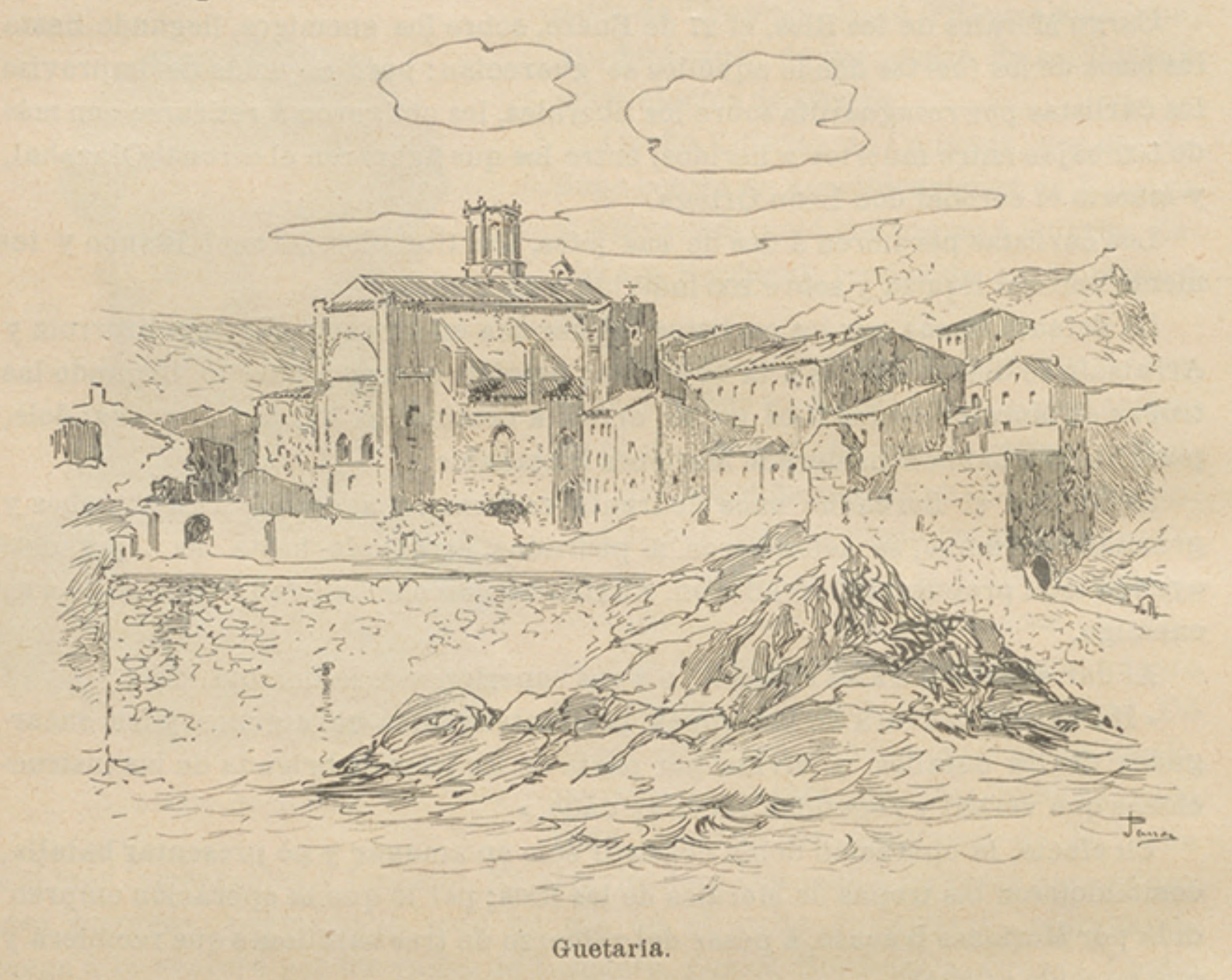
Guetaria en Historia de España en el siglo XIX

En la Guerra Carlista de 1835 la villa queda de nuevo prácticamente arruinada. Tras ser sitiada por los carlistas, finalmente se apoderaron de ella en 1836 y se le prendió fuego por varios puntos, quedando en pie solo 16 casas muy deterioradas. La Parroquia sufrió especialmente los efectos del ataque, y necesitó de importantes obras de reparación.

## Economía
Las principales fuentes de ingresos son la pesca, el turismo y la viticultura del txakolí.

## Administración y política
| Partido político                                              | 2023  | 2023       | 2019  | 2019       | 2015  | 2015       | 2011  | 2011       | 2007  | 2007       |
| Partido político                                              | %     | Concejales | %     | Concejales | %     | Concejales | %     | Concejales | %     | Concejales |
| Euskal Herria Bildu (EH Bildu)-Bildu                          | 53,11 | 6          | 55,80 | 6          | 56,96 | 7          | 46,67 | 5          | —     | —          |
| Euzko Alderdi Jeltzalea-Partido Nacionalista Vasco (EAJ-PNV)  | 44,66 | 5          | 42,32 | 5          | 39,07 | 4          | 40,46 | 5          | 62,31 | 8          |
| Partido Socialista de Euskadi-Euskadiko Ezkerra (PSE-EE PSOE) | 0,59  | 0          | 1,86  | 0          | 1,28  | 0          | 0,93  | 0          | 3,45  | 0          |
| Aralar                                                        | —     | —          | —     | —          | —     | —          | 9,57  | 1          | 23,04 | 2          |
| Eusko Alkartasuna (EA)                                        | —     | —          | —     | —          | —     | —          | —     | —          | 7,93  | 1          |

## Demografía
Guetaria cuenta con una población de 2906 habitantes (INE 2024).

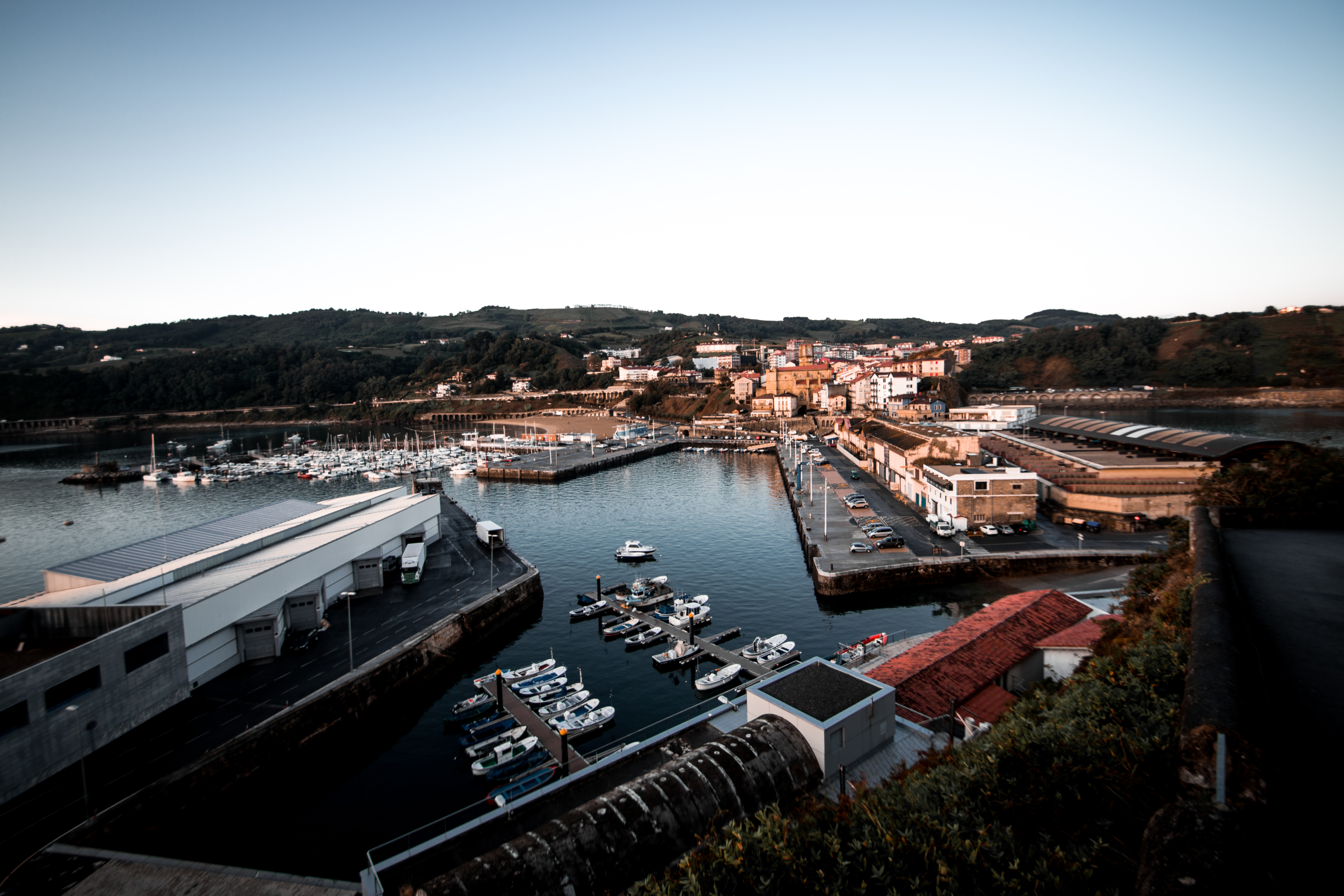
Puerto de Guetaria en el amanecer

| Gráfica de evolución demográfica de Guetaria entre 1842 y 2021                                                      |
| |
| Población de derecho según los censos de población del INE Población de hecho según los censos de población del INE |

## Cultura
La Fundación Cristóbal Balenciaga posee en Guetaria un museo dedicado a la vida y obra del modisto Cristóbal Balenciaga, en el que se muestran algunos vestidos confeccionados por este maestro de la alta costura.

### Patrimonio
Guetaria destaca por el conjunto formado por su casco antiguo. El casco antiguo de Guetaria se ubica entre el tómbolo que une el monte San Antón a tierra (donde se encuentra el puerto) y la cornisa que domina el tramo de costa de Guetaria, debiendo salvar para ello importantes desniveles. Su plano es rectangular con calles longitudinales paralelas y cantones transversales. Los desniveles se salvan con escaleras y fuertes pendientes. Originalmente el conjunto estaba amurallado y torreado, aunque actualmente casi no se conserven estos elementos. Es llamativo y muy conocido un pasadizo que pasa bajo la iglesia de San Salvador y que une la calle Mayor con las escaleras que llevan al puerto. Este pasadizo recibe el nombre de Katrapona y es un vestigio de las antiguas defensas.
Entre los monumentos que se encuentran en el casco antiguo destaca la iglesia de San Salvador y varias casas-torre de piedra y de notable antigüedad. También hay que reseñar el tipismo de sus casas de pescadores situadas en la calle Elcano, estrechas casas de vivos colores y con balcones de madera.

#### Monumentos religiosos

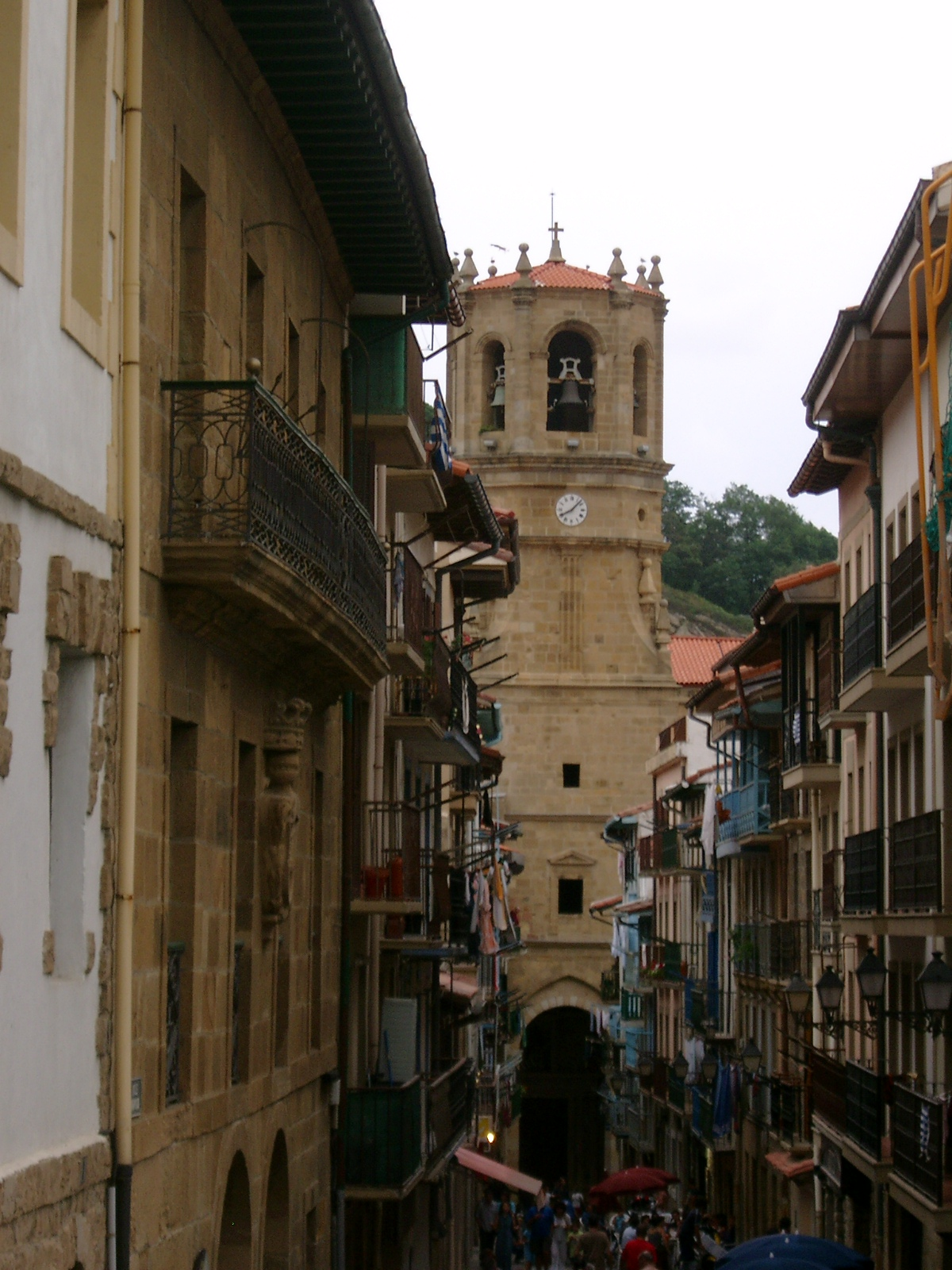
Iglesia de San Salvador

Iglesia de San Salvador de Guetaria
Iglesia gótica que está declarada Monumento Nacional. Data de al menos el siglo XIV, aunque la mayor parte de ella fue construida entre los siglos XVI y XVIII y tuvo que sufrir numerosas reparaciones durante el siglo XIX a causa de los daños que sufrió en las guerras carlistas. En ella se celebraron las primeras Juntas Generales de Guipúzcoa en el año 1397. El templo consta de tres naves, divididas en tres tramos cada una. El presbiterio está elevado.
Hacia 1560 recibió la sillería del coro tallada por Andrés de Araoz en su taller de Aya. Estaba formada por «veintitrés sillas sobre las que estaba el Apostolado con el Salvador en medio, algunos santos de buen relieve y adornados de animales, ángeles y sirenas correspondientes por su traza a la plenitud del arte plateresco; aquella sillería del coro que costó 1402 ducados con 299 maravedises fue, tras arrasar los carlistas la villa el 1 de enero de 1836, utilizada por los soldados británicos de la Legión de Lacy Evans ¡para cocinar el rancho!».
Iglesia de Asquizu
Es una iglesia de una sola nave cubierta con bóvedas de crucería. Está dedicada a San Martín
Ermita de San Prudencio
Situada en el barrio homónimo. Destaca su portada gótica decorada con motivos geométricos.
Capilla de La Piedad
Capilla de pescadores situada en la Katrapona que pasa por debajo de la iglesia de San Salvador, yendo de la calle Mayor camino del puerto. Tiene una imagen de la Piedad que data del siglo XVI. En esta capilla se encuentran enterrados Barroeta Aldamar y su esposa.
Ermita de San Blas o San Andrés
Situada en el punto donde confluyen los términos de Guetaria, Zarauz y Aya, cerca del barrio de Meagas. Es un modesto humilladero con una imagen de San Andrés sosteniendo la cruz. Suelen acudir en procesión a la ermita el día de San Blas los baserritarras que viven en los caseríos de alrededores, ya que según la tradición el san Blas cura el catarro y el dolor de garganta.
Túmulo de Arriaundi
Data del Neolítico-Edad del Hierro. Se encuentra en el barrio de Meagas. Fue declarado Monumento en el año 2000.

#### Monumentos civiles
Museo Balenciaga
Inaugurado en el 2011, este museo guarda en su interior la obra del gran maestro de la alta costura del siglo XX Cristóbal Balenciaga, nacido en Guetaria en 1895. La arquitectura moderna, anexa al palacio de Aldamar, residencia de verano de los Marqueses de Casa torres, alberga en su interior vestidos que marcaron una época, como el vestido nupcial de Fabiola de Mora y Aragón, reina de Bélgica.
Monumento a Juan Sebastián de Elcano
Fue edificado entre 1922 y 1924 con motivo del IV centenario del regreso de Elcano tras su vuelta al mundo. Es un proyecto de los arquitectos Azpiroz y Aguirre. Situado a la entrada del pueblo, es un conjunto arquitectónico a modo de mausoleo formado por un cuerpo rectangular con aspecto de pirámide truncada. Domina el conjunto una estatua con forma de mascarón de proa de barco del escultor Victorio Macho. Diversos frisos e inscripciones completan el conjunto que incluye una tumba con los nombres de todos los hombres que completaron el viaje junto a Elcano.
Estatua de Juan Sebastián de Elcano
En la plaza de Elcano, obra de bronce del escultor aragonés Antonio Palao que data de 1861. Durante cierto tiempo estuvo ubicada en San Sebastián, aunque retornó a Guetaria en 1978.
Estatua de Juan Sebastián de Elcano
En la plaza de los Gudaris, obra de mármol del escultor Ricardo Bellver que data de 1888. Fue traída en 1934 de Madrid y ubicada en su actual emplazamiento frente al ayuntamiento.
Casa-torre o torre de Zarauz
Casa-torre situada junto a la iglesia. Fue abandonada a finales del siglo XV cuando fue dañada parcialmente por las obras de ampliación de la iglesia. Se conserva la fachada principal.
Casa-torre o torre de Ochoa Ibáñez de Olano
Casa-torre situada junto a la casa-torre o torre de Zarauz. Está restaurada recientemente.
Casa Larrumbide
Casa medieval situada en la calle Mayor cuya fachada da a la calle San Roque. Es un edificio de estilo barroco que contrasta con el conjunto gótico que presenta Guetaria,
Torre Aldamar
Presenta fachada de mapostería y huecos de distintas épocas y tamaños. Se hallaba situada en una zona estratégica, cerrando el núcleo medieval por su parte sur al situarse junto a las murallas.
Casas góticas de la calle San Roque
Entre los números 27 y 35 de esta calle.
Pasadizo de Katrapona
Túnel que discurre bajo uno de los cuatro antiguos emplazamientos artilleros de la muralla norte, donde hoy se sitúa la estatua de Elkano. Era puerta de acceso con puente levadizo. 
Restos de antiguos fortines y baterías en el monte San Antón
Estatua a Juan Bautista Alberdi

### Gastronomía
Hay unos veinte restaurantes en el municipio, dieciséis de ellos en el casco urbano.

### Deporte
Entre los deportes favoritos de los guetariarras se encuentran el fútbol, la pelota vasca y el remo. En cuanto a las infraestructuras deportivas destacan el Polideportivo Sahatsaga y el Puerto Deportivo de Guetaria.
El Polideportivo Sahatsaga, de titularidad municipal e inaugurado en 1988, incluye un frontón cerrado (donde también se pueden practicar fútbol sala o balonmano), una pista de squash, una pista polideportiva para la práctica del fútbol sala, salas y pabellones para la práctica de judo o gimnasia y un campo de hierba para la práctica del fútbol. En cuanto al Puerto Deportivo de Guetaria, fue construido también en 1988, es propiedad del Gobierno Vasco y posee capacidad para 300 amarres de embarcaciones deportivas y recreativas.
Guetaria cuenta con un club de fútbol, el Getariako Keta, creado en 2007 y actualmente en Preferente. Además, equipos de Guetaria suelen participar en los torneos de fútbol playero que se celebran en las vecinas localidades de Zarauz y Zumaya. En fútbol sala hay un equipo federado llamado Irizabal. 
En el deporte del remo Guetaria cuenta con un club local el Getariako Arraun Elkartea que compite principalmente en regatas de traineras. Sus mayores éxitos son cinco Banderas de La Concha que remontan a 1895, 1896, 1900, 1903 y 1911. El equipo disputa la Liga ARC del grupo 2 con una trainera, siendo la Bandera de Guetaria prueba puntuable para esta liga. Guetaria también cuenta con un equipo femenino, que ha cosechado éxitos tanto en la liga San Miguel como en la Bandera de la Concha y la liga guipuzcoana.
Para la práctica de la pelota vasca hay varios frontones repartidos por el municipio. Además del frontón del polideportivo, los barrios de Askizu y Meagas cuentan con pequeños frontones de libre acceso y en el centro de Guetaria se encuentra el Frontón Elkano de tamaño medio, descubierto y también de libre acceso. También hay un club cultural y deportivo, el Gure Txeru que incluye una sección de pelota vasca, junto con otra de ciclismo y de fútbol sala. En cuanto a la práctica pelotari, cabe destacar la figura de Segundo Alcorta, álma máter de la pelota en el municipio gracias a su condición de impulsor y técnico.
Guetaria, en esta modalidad de pelota ha tenido diversos paisanos que han llegado a lo más alto. Lejos quedan los grandes pelotaris profesionales guetariarras como Felipe, Alberdi o Olascoaga. En estos momentos también hay un pelotari profesional guetariano, Jokin Argote, que juega sus encuentros bajo la empresa ASPE.
En el puerto deportivo hay un Club Náutico y de Pesca, que incluye una escuela de vela. Otro deporte que está alcanzando cierto renombre es el surf con la rompiente conocida como Planeixa, Planeria o Playa Gris, situada junto a Orrua, muy cerca de Zumaya.

### Fiestas
- Las fiestas patronales se celebran en honor de san Salvador (Salbatoreak), la semana del 6 de agosto. Se suelen celebrar las actividades típicas de este tipo de fiestas a las que se suman degustaciones de chacolí, competiciones deportivas y exhibiciones de deporte rural vasco.
- Otros días de importancia que se celebran en Guetaria son los de San Pedro (29 de junio), que el patrón de los marineros destacando la procesión de los pescadores y la misa en honor de su patrón; y el día de San Antón (17 de enero) que tradicionalmente suele aprovecharse para la degustación del primer chacolí producido ese año y que suele acompañarse de una semana de actos culturales.
- Los barrios de Guetaria también tienen sus propias fiestas. En Askizu se celebran las fiestas de San Martín el 11 de noviembre; en Meagas las de San Isidro (15 de mayo) y en San Prudencio el 28 de abril. También suelen organizarse actos por los Carnavales, la Noche de San Juan y días festivos a lo largo del año dedicados a diferentes colectivos como los ancianos, niños o pescadores.
- Cada cuatro años y durante el verano se realiza en Guetaria una recreación del desembarco de Juan Sebastián de Elcano en Sanlúcar de Barrameda, tras su regreso de circunnavegar el mundo. La primera vez que se realizó esta conmemoración fue en 1922 con motivo del cuarto centenario de este evento. Diversas embarcaciones se dirigen al puerto de Guetaria entre las que destaca una réplica de la nao Victoria. Los supervivientes, vestidos con harapos, se dirigen en procesión a la parroquia y al monumento a Elcano, donde se improvisa la corte del rey Carlos I de España, recreándose el encuentro entre el marino y el emperador. La última edición se celebró de forma extraordinaria en 2009, para conmemorar el 800º aniversario de la fundación de Guetaria.[19]